# Chartreuse de la Trinité
La chartreuse de la Trinité est un monastère de moniales de l'ordre des Chartreux situé à Ca 'Bulin, entre Dego et Porri di Dego, dans la province de Savone, en Italie. Cette chartreuse est l'une des cinq chartreuses de la branche féminine actuellement en activité.

## Histoire
D'octobre 1977 à 1994, un groupe de moniales de San Francesco tente un essai de vie en cellules individuelles à la chartreuse de Vedana, que sa communauté masculine a quitté en 1977, afin d'y vivre une vie plus érémitique. Le succès de l'expérience détermine la construction d'un nouveau monastère à Dego avec cellules séparées, où les deux parties de la communauté, venant de San Francesco et de Vedana, s'installent le 25 mars 1994. La nouvelle chartreuse, sous le patronage de la Trinité, est consacrée le 27 avril 1996. 
Le monastère s'étend sur une superficie d'environ un hectare et demi et se compose d'un corps central entouré de trois cloîtres. La Chartreuse de la Trinité est inaccessible car immergée dans une végétation épaisse, ce qui permet au « solitaire de Dieu » d'être totalement immergé dans la méditation et la prière. Les religieuses qui composent cette communauté sont de nationalités différentes, françaises, nigérianes, belges et espagnoles. Dans chaque chartreuse, il y a un ou deux pères chartreux qui, selon le rite chartreux, assurent des fonctions sacerdotales : célébration de l'eucharistie et ministère de la confession. Avec les pères, il y a généralement un ou deux frères convers, chargés de l'exécution des travaux qui ne peuvent être effectués par les religieuses. Les pères et frères résident dans un bâtiment séparé.